# Otrățel de baltă
Otrățelul de baltă este o plantă acvatică carnivoră cu frunze subacvatice fin segmentate și flori galbene, ca și cele de gura-leului, ieșite la suprafața apei. Ca trăsătură distinctivă, prezintă mici capcane subacvatice de forma unor vezici-baloane ovale cu o deschizătură dublu ermetică la un capăt. Când aceasta este închisă, vezica elimină apa prin pereți, creând un vid parțial, care trage înăuntru mici nevertebrate și chiar peștișori care declanșează ușile capcanei. Sunt secretate enzime care digeră prada și aprovizionează planta cu nutrienți. Aceste plante sunt frecvent întâlnite plutind liber în apele puțin adânci sau lejer prinse în sedimente, fiind larg răspândite în întreaga Europă, Africa de Nord și SUA.